# Секретер
Секретер (на френски: secrétaire) е писалище с отделение за заключване на ценности и с подвижна дъска, която се сваля, за да може да се пише. Често горната му част се състои от библиотека, затваряща се с две вратички. Обичайно представлява цялостна, неделима конструкция, непригодена за разглобяване след производство.